# 1626 Sadeya
1626 Sadeya è un asteroide della fascia principale. Scoperto nel 1927, presenta un'orbita caratterizzata da un semiasse maggiore pari a 2,3626995 UA e da un'eccentricità di 0,2757521, inclinata di 25,31199° rispetto all'eclittica.
L'asteroide è dedicato alla Sociedad Astronómica de España y America (acronimo: S.A.D.E.Y.A.), della quale lo scopritore fu il primo presidente.